# Francesca Zunino
Francesca Zunino, född 13 februari 2000 i Savona, är en italiensk konstsimmare.

## Karriär
Vid junior-EM 2018 i Tammerfors tog Zunino brons i det tekniska soloprogrammet samt var en del av Italiens lag som tog brons i fri kombination. Vid VM 2022 i Budapest var hon en del av Italiens lag som tog silver i highlight samt brons i fri kombination. Vid EM 2022 i Rom var Zunino en del av Italiens lag som tog silver i det fria lagprogrammet, fri kombination och highlight.
Vid europeiska spelen 2023 i Oświęcim var Zunino en del av Italiens lag som tog silver i både det fria och tekniska lagprogrammet samt brons i det akrobatiska lagprogrammet. Vid VM 2023 i Fukuoka var hon en del av Italiens lag som tog silver i det tekniska lagprogrammet. Vid olympiska sommarspelen 2024 i Paris var Zunino en del av Italiens lag som slutade på åttonde plats i lagtävlingen.